# Antoni Stankiewicz
Antoni Stankiewicz (Oleszczenice, 1º ottobre 1935 – Roma, 4 gennaio 2021) è stato un vescovo cattolico polacco.

## Biografia
Antoni Stankiewicz nacque a Oleszczenice, nella regione di Vilnius, il 1º ottobre 1935. Nel 1945, dopo la fine della seconda guerra mondiale, la sua famiglia si stabilì a Jemiołów, nella regione di Lubuskie.

### Formazione e ministero sacerdotale
Studiò al seminario teologico minore di Słupsk e nel 1951 superò l'esame di maturità come studente extramurale. Studiò filosofia e teologia presso il seminario maggiore di Gorzów Wielkopolski.
Il 20 dicembre 1958 fu ordinato presbitero nella chiesa dell'Assunzione della Beata Vergine Maria a Gorzów Wielkopolski da monsignor Wilhelm Pluta. Si incardinò nell'amministrazione apostolica di Gorzów Wielkopolski. Nel 1956 aveva iniziato gli studi di diritto canonico presso la Facoltà di diritto canonico dell'Accademia di teologia cattolica di Varsavia proseguendoli a partire dall'anno successivo nella Facoltà di diritto canonico dell'Università Cattolica di Lublino ove conseguì il dottorato nel 1961 con una dissertazione sui giudici nel processo di beatificazione nell'area diocesana.
Dal 1967 studiò diritto civile nel diritto romano presso la Pontificia Università Lateranense a Roma, dove nel 1975 conseguì il dottorato dopo aver difeso una dissertazione intitolata "De homicidio in iure poenali romano". Nel frattempo, il 1º ottobre 1970 completò il corso presso lo Studio Rotale, il 23 ottobre 1972 un corso di specializzazione di latino presso la Scuola superiore di lettere latine della Pontificia Università Gregoriana e nel 1975 un corso di teologia pastorale presso la Pontificia Università Lateranense.
Nel 1961 entrò in servizio presso il tribunale vescovile di Gorzów Wielkopolski, prima come notaio e dal 1965 come vice-officiale. Dal 1965 al 1967 fu notaio della curia vescovile di Gorzów Wielkopolski. Fu anche direttore diocesano della Pontificia unione missionaria del clero, collaboratore pastorale nella parrocchia dell'Assunzione della Beata Vergine Maria a Gorzów Wielkopolski, assistente presso la Facoltà di diritto canonico dell'Accademia di teologia cattolica di Varsavia dal 1966, professore aggiunto e segretario della rivista Prawo Kanoniczne dal 1967.
Nel 1969 si trasferì a Roma e divenne officiale del Tribunale della Rota Romana. Nel 1972 fu insignito del titolo di cappellano di Sua Santità. Nel 1978 divenne prelato uditore del Tribunale della Rota Romana. Il 31 gennaio 2004 papa Giovanni Paolo II lo nominò decano del Tribunale. Durante la sua carriera di prelato uditore, negli anni 1978-2012, emise oltre 260 sentenze e oltre 125 decreti in materia processuale, mentre nell'ufficio di decano emise oltre 50 decreti nei casi di competenza del Tribunale. Ricoprì incarichi anche in altre istituzioni della Curia romana e dello Stato della Città del Vaticano: nel 1984 divenne consultore della Congregazione per il clero, nel 1989 membro della Commissione per gli avvocati, nel 2000 giudice della Corte d'appello dello Stato della Città del Vaticano, il 24 luglio 2010 membro della Congregazione delle cause dei santi, il 1º dicembre 2012 membro del Supremo tribunale della Segnatura apostolica e dal 1995 al 2000 fu presidente della commissione disciplinare dello Stato della Città del Vaticano.
Dal 1980 al 2019 fu professore invitato di diritto romano e giurisprudenza rotale nel ciclo di dottorato della Facoltà di diritto canonico della Pontificia Università Gregoriana e dal 1996 al 2019 professore visitante di prassi e giurisprudenza presso la Facoltà di diritto canonico della Pontificia Università della Santa Croce a Roma. Dal 1984 tenne lezioni presso lo Studio Rotale. Tra il 1999 e il 2001 tenne lezioni di giurisprudenza rotale presso la Facoltà di diritto canonico della Pontificia università urbaniana. Pubblicò numerosi studi scientifici sul diritto canonico, e in particolare sul diritto matrimoniale, sul diritto processuale e sulla storia del diritto.

### Ministero episcopale
Il 15 novembre 2006 papa Benedetto XVI lo elevò alla dignità episcopale assegnandogli la sede titolare di Novapietra. Ricevette l'ordinazione episcopale il 16 dicembre successivo nella basilica di San Pietro in Vaticano, con i vescovi Raffaele Farina e Gianfranco Girotti, dal cardinale Tarcisio Bertone, Segretario di Stato di Sua Santità, co-consacranti i cardinali James Francis Stafford, penitenziere maggiore, e Jean-Louis Tauran, archivista e bibliotecario di Santa Romana Chiesa. Come motto episcopale scelse l'espressione "In te confido Jesu".
Nel 2007 gli fu conferito conferito il dottorato honoris causa dall'Università Cardinale Stefan Wyszyński di Varsavia e nel 2013 gli fu ufficialmente rinnovato il dottorato conseguito presso l'Università Cattolica di Lublino. Il 22 settembre 2012 papa Benedetto XVI accettò la sua rinuncia all'incarico per raggiunti limiti di età e chiamò a succedergli monsignor Pio Vito Pinto. Morì al Policlinico Agostino Gemelli di Roma il 4 gennaio 2021 all'età di 85 anni.
Una prima celebrazione di esequie si tenne il giorno successivo alle ore 15 all'altare della cattedra della basilica di San Pietro in Vaticano e venne presieduta dal cardinale Pietro Parolin. La salma fu temporaneamente tumulata al cimitero del Verano nell'attesa del disbrigo delle formalità necessarie per trasporla in Polonia, aggravate dalla pandemia di COVID-19. Una seconda celebrazione si tenne il 26 gennaio alle ore 11 nella chiesa dei Protomartiri Polacchi a Gorzów Wielkopolski e venne presieduta da monsignor Andrzej Dzięga, arcivescovo metropolita di Stettino-Kamień. L'omelia venne pronunciata da monsignor Paweł Socha, già vescovo ausiliare di Zielona Góra-Gorzów. Durante quest'ultimo rito era presente anche la salma di monsignor Adam Dyczkowski, vescovo emerito di Zielona Góra-Gorzów, deceduto il 10 gennaio precedente. Al termine del rito le salme furono tumulate nella cripta della cattedrale dell'Assunzione della Beata Vergine Maria a Gorzów Wielkopolski.

## Opere
- J. Llobell e J. Kowal (a cura di), Iustitia et indicium. Studi di diritto matrimoniale e processuale canonico in onore di Antoni Stankiewicz vol. 1-2, Libreria Editrice Vaticana, 2010,  p. 1238.
- J. Llobell e J. Kowal (a cura di), Iustitia et indicium. Studi di diritto matrimoniale e processuale canonico in onore di Antoni Stankiewicz vol. 3-4, Libreria Editrice Vaticana, 2010,  p. 1198.
- con Gianfrancesco Zuanazzi, Psicologia e psichiatria nelle cause matrimoniali canoniche, Libreria Editrice Vaticana, 2012, ISBN 978-8820987183.

## Genealogia episcopale
La genealogia episcopale è:
- Cardinale Scipione Rebiba
- Cardinale Giulio Antonio Santori
- Cardinale Girolamo Bernerio, O.P.
- Arcivescovo Galeazzo Sanvitale
- Cardinale Ludovico Ludovisi
- Cardinale Luigi Caetani
- Cardinale Ulderico Carpegna
- Cardinale Paluzzo Paluzzi Altieri degli Albertoni
- Papa Benedetto XIII
- Papa Benedetto XIV
- Cardinale Enrico Enriquez
- Arcivescovo Manuel Quintano Bonifaz
- Cardinale Buenaventura Córdoba Espinosa de la Cerda
- Cardinale Giuseppe Maria Doria Pamphilj
- Papa Pio VIII
- Papa Pio IX
- Cardinale Gustav Adolf von Hohenlohe-Schillingsfürst
- Arcivescovo Salvatore Magnasco
- Cardinale Gaetano Alimonda
- Cardinale Agostino Richelmy
- Vescovo Giuseppe Castelli
- Vescovo Gaudenzio Binaschi
- Arcivescovo Albino Mensa
- Cardinale Tarcisio Bertone, S.D.B.
- Vescovo Antoni Stankiewicz